# Roberto Policano
Roberto Policano (Roma, Italia, 19 de febrero de 1964) es un exfutbolista italiano que se desempeñaba como mediocampista y defensor central.